# Jan Ruiter
Jan Ruiter (Enkhuizen, 24 de novembro de 1946) é um ex-futebolista neerlandês, que atuava como goleiro.

## Carreira
Jan Ruiter fez parte do elenco da Seleção Neerlandesa de Futebol que disputou a Eurocopa de 1976.

## Ligações Externas
- Perfil em FIFA.com (em inglês)